# Барош су Лисе
Барош су Лисе (фр. Baroche-sous-Lucé) насеље је и општина у северној Француској у региону Доња Нормандија, у департману Орн која припада префектури Алансон.
По подацима из 2011. године у општини је живело 395 становника, а густина насељености је износила 17,81 становника/km². Општина се простире на површини од 22,18 km². Налази се на средњој надморској висини од 150 метара (максималној 238 m, а минималној 117 m).

## Демографија
| 1962. | 1968. | 1975. | 1982. | 1990. | 1999. | 2011. |
| ----- | ----- | ----- | ----- | ----- | ----- | ----- |
| 450   | 542   | 504   | 504   | 506   | 433   | 395   |

График промене броја становника у току последњих година